# Haiming (Bayern)
Haiming este o comună din districtul Altötting, landul Bavaria, Germania.